# Ford Vega
El Ford Vega fue un prototipo creado en 1953 por Ford Motor Company Del cual solo se creó un modelo.
Vince Gardner, fue encargado por Henry Ford II para obtener un roadster de dos asientos. Su diseño fue de dos años en la producción y utilizó un chasis con una carrocería de aluminio de ligero despegue. Algunos toques de estilo, como los faros pop-up, fueron inspiradas en los detalles del cable. El poder venía de un viejo 136 en 3 V8, que produce el 60 CV, con un rendimiento de rendimiento que compara desfavorablemente con el Chevrolet Corvette C1 Celebridades como Groucho Marx y Howard Hughes visitaron las instalaciones de Ford por invitación de Henry Ford II para ver el nuevo modelo. Henry Ford II representó dignamente el coche en el 50 º aniversario de la empresa.